# Chato l'apatxe
 Chato l'apatxe  (Chato's Land) és una pel·lícula estatunidenca dirigida per Michael Winner, estrenada el 1972. Ha estat doblada al català.

## Argument
El 1873 en un petita ciutat de Nou Mèxic, un apatxe anomenat Chato abat un xèrif, que el provocava, en un bar. Acorralat per tretze homes, fuig a les muntanyes, abans que aquests no descobreixin el seu cau, violen la seva dona i matin el seu germà. Perfectament còmode en les muntanyes on ha passat la seva vida,Chato inverteix la relació de forces contra els seus perseguidors. Comença llavors una venjança de la qual cap dels tretze no tornarà: els mata un a un, impregnant progressivament un sentiment de pànic sobre el seu següent mort.

## Repartiment
- Charles Bronson: Pardon Chato
- Jack Palance: Quincey Whitmore
- Richard Basehart: Nye Buell
- James Whitmore: Joshua Everett
- Simon Oakland: Jubal Hooker
- Ralph Waite: Elias Hooker
- Richard Jordan: Earl Hooker
- Victor French: Martin Hall
- William Watson: Harvey Lansing
- Roddy McMillan: Gavin Malechie
- Peter Dyneley: Ezra Meade
- Paul Young: Brady Logan
- Raul Castro: el seguidor de pistes mexicà
- Sonia Rangan: La dona de Chato
- Lee Paterson: George Dunn
- Verna Harvey: Shelby Hooker

## Novelització
El guió ha estat objecte d'una novelització amb el títol homònim per Joe Millard.